# Hazro
Hazro (Hezro en kurde) est une ville et un district de la province de Diyarbakır dans la région de l'Anatolie du sud-est en Turquie.

## Géographie

### Composition du district
- Dadaş